# Янг, Деннис Чарльз
Деннис Чарльз Янг (англ. Dennis Charles Young; 1936, Лондон — март 2008, Losuia) — государственный и политический деятель Папуа — Новой Гвинеи. В 1991 году исполнял обязанности генерал-губернатора страны.

## Биография
Родился в Англии в 1936 году. Работал спикером национального парламента Папуа-Новой Гвинеи с августа 1982 года по октябрь 1982 года и с ноября 1987 года по июль 1992 года.
Был спикером Национального парламента Папуа — Новой Гвинеи, когда Винсент Эри подал в отставку с должности генерал-губернатора 1 октября 1991 года. Деннис Чарльз Янг исполнял обязанности генерал-губернатора до избрания Вивы Корови 18 ноября 1991 года.
Посвящен в рыцари во время Новогодних награждений 1999 года за государственную службу. Умер от сердечного приступа в Милн-Бей в марте 2008 года.